# Политика Индии

Герб Индии

Флаг Индии

Политика Индии основывается на Конституции страны. 
Индия — демократическая парламентская республика, в которой президент является главой государства, а премьер-министр — главой правительства, высшего органа исполнительной власти. 
Власть Индии основана на федеральной структуре, хотя это слово не используется в самой Конституции. Индия следует системе «двойного государства», то есть федерального по своей природе, которая состоит из центральной власти в центре и штатов на периферии. Конституция определяет организационные полномочия и ограничения как центрального правительства, так и правительств штатов; она общепризнана, подвижна (преамбула Конституции жёсткая и требует дальнейших поправок к Конституции) и считается высшим, то есть законы страны должны ему соответствовать.
В последние десятилетия индийская политика превратилась в династическое дело, возможными причинами этого могут быть стабильность сформировавшейся двухпартийной системы, неразвитость гражданского общества, способного мобилизовать избирателей в пользу независимых кандидатов, отсутствие государственного финансирования выборов. 
Economist Intelligence Unit в целом оценивает Индию как «несовершенную демократию» и продолжает делать это по состоянию на 2020 год.

## Глава государства

### Президент

Штандарт Президента Индии

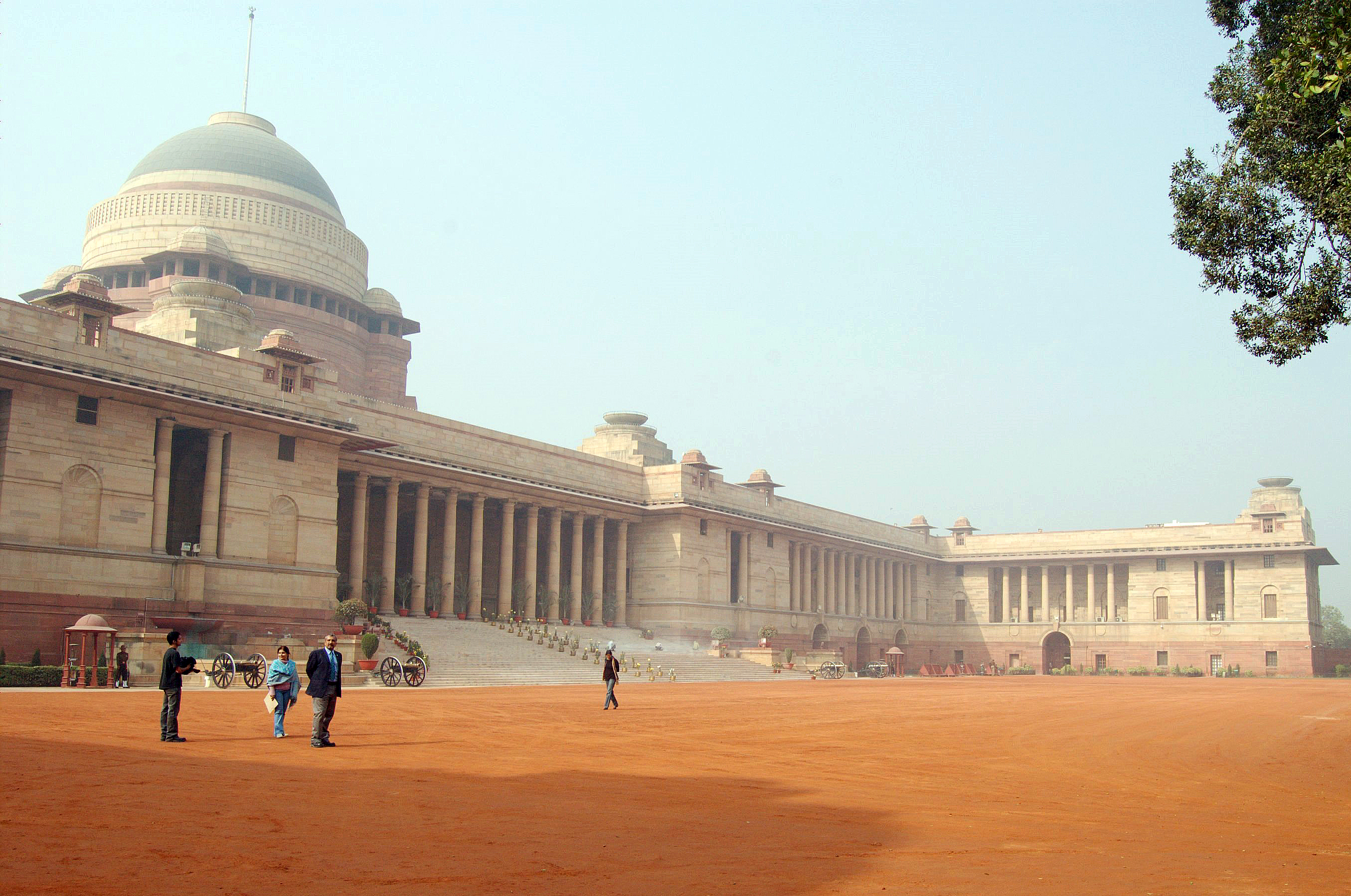
Раштрапати-Бхаван — резиденция индийского президента в Нью-Дели

Президент Индии, или Раштрапати (хинди राष्ट्रपति Bhārat ke Rāṣṭrapati, владыка царства), согласно Конституции является главой государства, первым гражданином Индии, а также Верховным главнокомандующим Вооружёнными силами. По конституции президент обладает значительной властью, но на практике, за рядом исключений, большинство властных полномочий осуществляется правительством Индии во главе с премьер-министром.
Согласно Конституции, президент избирается коллегией выборщиков, состоящей из членов обеих палат федерального парламента (Лок Сабха и Раджья Сабха), а также членов Видхан Сабха — нижних палат законодательных ассамблей штатов и территорий (или единственных палат в случае однопалатных ассамблей). Президент может быть переизбран; однако за всю историю Индии только один президент был переизбран — Раджендра Прасад.
Президент назначает премьер-министра Индии из партии или коалиции, которая пользуется максимальной поддержкой депутатов Лок Сабха, по рекомендации которого он назначает других членов Совета министров. Президент также назначает судей Верховного суда и высоких судов. Заседание палат парламента проводится по рекомендации президента, и только президент имеет право распустить Лок сабха. Более того, ни один законопроект, принятый парламентом, не может стать законом без согласия президента.
Однако роль президента Индии во многом церемониальна, по большей части, он выполняет представительские функции, лишь формально утверждая постановления правительства. Все полномочия президента, упомянутые выше, осуществляются по рекомендации Совета министров, и президент не обладает особыми дискреционными полномочиями по любому из этих вопросов. В ряде случаев он вправе распустить законодательные собрания штатов, а также обладает правом помилования осуждённых. Первым президентом Индии стал в 1950 году Раджендра Прасад, затем Рам Натх Ковинд. Нынешний президент — Драупади Мурму.

### Вице-президент
Вице-президент Индии (англ. Vice President of India, хинди भारत के उपराष्ट्रपति) — второе по значимости должностное лицо в исполнительной власти страны. Как и президент, роль вице-президента также носит церемониальный характер, без каких-либо реальных полномочий. Вице-президент до избрания нового главы государства замещает президента в случае невозможности исполнения последним своих обязанностей по причине смерти, отставки, импичмента или других ситуациях. Единственная постоянная функция вице-президента состоит в том, что он является по должности председателем Раджья сабха (верхней палаты парламента Индии). Никакие другие обязанности и полномочия на вице-президента не возложены.
Согласно статье 66 Конституции Индии вице-президента избирается коллегией выборщиков, состоящей из членов обеих палат парламента. Первым в должность вице-президента Индии вступил Сарвепалли Радхакришнан в 1952 году. Нынешний вице-президент — Венкая Найду.

## Исполнительная власть

### Премьер-министр
Премьер-министр Индии (англ.  Prime Minister of India, хинди भारत के प्रधानमंत्री Bhārat kē Pradhānmantrī) — глава Союзного кабинета министров Индии. Назначается Президентом Индии и является главным его советником. Он может быть депутатом любой из обеих палат индийского парламента, но обязательно должен быть членом политической партии или коалиции, имеющей большинство в нижней палате (Лок Сабха). Премьер-министр является старшим членом кабинета министров, он назначает и увольняет его членов, распределяет между ними полномочия и председательствует на его заседаниях. Возглавляемый им Союзный кабинет несёт коллективную ответственность перед Лок Сабхой; премьер-министр должен поддерживаться большинством в Лок Сабхе и должен уйти в отставку, если не сможет доказать поддержку большинства по инициативе президента.
Первым премьер-министром независимой Индии был Джавахарлал Неру (1947—1950). Нынешний премьер-министр Индии — Нарендра Моди.

### Правительство
Объединённый совет министров Индии, возглавляемый премьер-министром, осуществляет исполнительную власть в Индия. В его состав входят старшие министры, называемые «членами кабинета министров», младшие министры, называемые «государственными министрами», и, реже, заместители министров. Совет министров формируется парламентским большинством и несёт ответственность перед нижней палатой парламента. Все члены Совета министров должны быть членами любой из палат парламента на момент назначения или должны быть избраны / выдвинуты в любую из палат в течение шести месяцев с момента своего назначения.
Союзный кабинет (англ. Union Cabinet) — меньший по размеру орган из старших министров, входящий в состав Совета министров, и это самая влиятельная группа людей в стране, играющая важную роль как в законодательстве, так и в исполнении. Именно Союзный кабинет координирует всю внешнюю и внутреннюю политику Союза. Он осуществляет огромный контроль над администрацией, финансами, законодательством, военными и так далее. Главой Союзного кабинета является премьер-министр.

## Законодательная власть

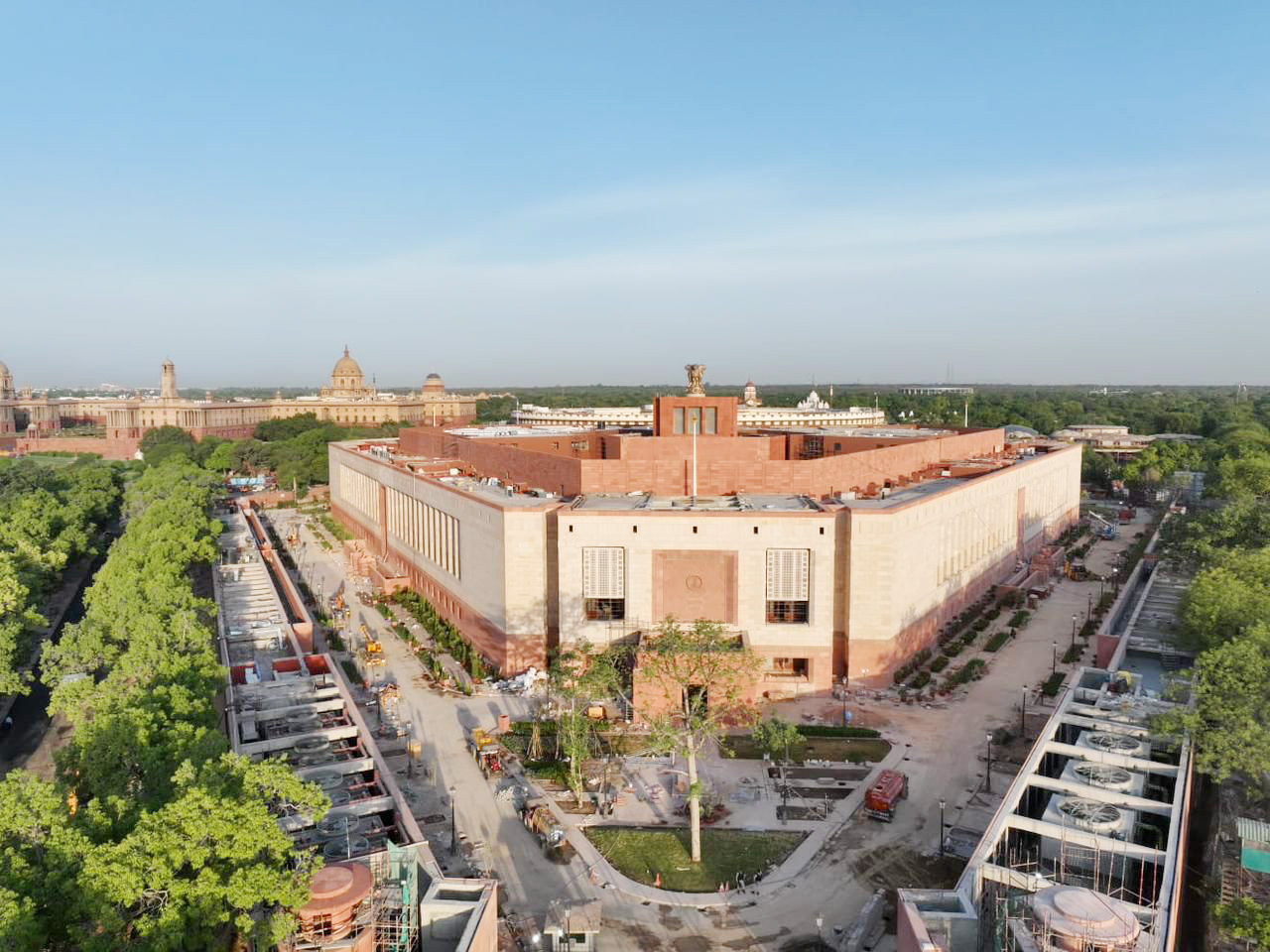
Сансад Бхаван — резиденция индийского парламента в Нью-Дели

Высшим федеральным органом законодательной власти в Индии является Сансад (Парламент Индии), двухпалатный законодательный орган, состоящий из верхней палаты, Раджья Сабха (Совет штатов), которая представляет штаты, и нижней палаты, Лок Сабха (Народная палата), которая представляет народ Индии в целом.
Лок Сабха состоит из 543 членов, которые избираются гражданами Индии в 543 мажоритарных округах. В Раджья Сабха 245 членов, из которых 233 избираются путем непрямых выборов одним передаваемым голосом членами законодательных собраний штата; 12 других членов избираются / назначаются Президентом Индии. Правительства формируются большинством в соответствующих нижних палатах (Лок Сабха на федеральном уровне и Видхан Сабха в штатах), которое, в свою очередь, формируется политическими партиями путём прямых выборов, проводимых каждые пять лет (если не указано иное).
Первые в независимой Индии парламентские выборы прошли в 1951 году, победил на них Индийский национальный конгресс, политическая партия, которая доминировала в индийской политике с выборов 1934 года до выборов 1977 года, когда впервые в независимой Индии было сформировано правительство без участия Конгресса. В 1990-е годы доминирование ИНК в индийской политике окончательно завершилось и на смену однопартийным правительствам пришли правительства коалиционные.

## Судебная власть

Эмблема Верховного суда Индии

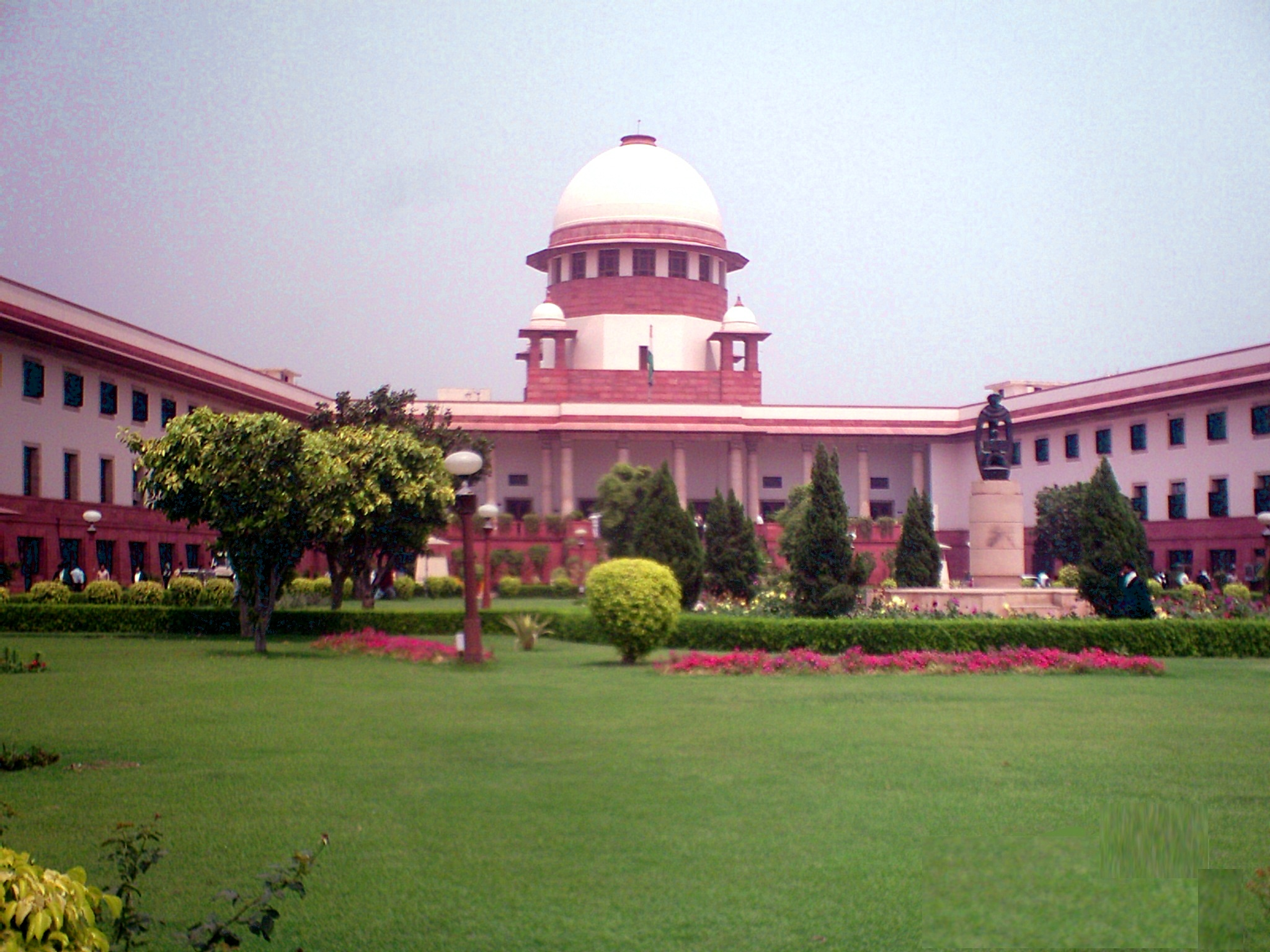
Главное здание Верховного суда Индии в Нью-Дели

Конституция предусматривает независимую судебную систему, которую возглавляет Верховный суд. Мандат суда заключается в защите Конституции, разрешении споров между центральным правительством и штатами, разрешении споров между штатами, отмене любых центральных законов или законов штата, которые противоречат Конституции, и защите основных прав граждан, издавая судебные приказы. для их исполнения в случаях нарушения.
Высшим должностным лицом индийской федеральной судебной системы и главой Верховного суда является Главный судья Индии (англ. Chief Justice of India, (IAST: Bhārat Gaṇarājya ke Mukhya Nyāyādhīśa). Первым Главным судьёй тогда ещё Британской Индии и главой в то время ещё Федерального суда Индии, был сэр Морис Гвайер (1937—1943). Первым Главным судьёй независимой Индии и главой Верховного суда сэр Харилал Джекисундас Кания (1950—1951). С апреля 2021 года Верховный суд возглавляет Нуталапати Венката Рамана.

## Штаты
Согласно Конституции Индия является союзом штатов, то есть федеративным государством с централизованным подходом к реализации федеративных институтов. В каждом штате есть собственное правительство. Исполнительная власть в штате принадлежит губернатору (эквивалент президента Индии), который назначается приказом Президента и чья роль во многом носит церемониальный характер. Реальная власть принадлежит главному министру (эквивалент премьер-министру) и совету министров. В каждом штате имеется законодательный орган (легислатура), которая состоит из Губернатора и одной палаты, за исключением штатов Бихар, Махараштра, Карнатака и Уттар-Прадеш, легислатуры которых состоят из двух палат. Министры штатов также являются членами легислатуры.

## Местное управление
Панчаяти Радж (Совет пяти должностных лиц) — органы самоуправления деревень в сельских районах Индии в отличие от городских и пригородных муниципалитетов, играют решающую роль в индийской политике, поскольку они сосредоточены на управлении на низовом уровне в Индии.
24 апреля 1993 года вступил в силу Конституционный закон 1992 года (73-я поправка), который предоставил конституционный статус учреждениям панчаяти раджа. С 24 декабря 1996 года действие закона было распространено на панчаяты в районах проживания племён восьми штатов, а именно Андхра-Прадеш, Бихар, Гуджарат, Химачал-Прадеш, Махараштра, Мадхья-Прадеш, Одиша и Раджастхан.
Закон направлен на обеспечение трёхуровневой системы панчаяти раджа для всех штатов с населением более 2 миллионов человек, для регулярного проведения выборов в панчаят каждые 5 лет, для резервирования мест зарегистрированным кастам, зарегистрированным племенам и женщинам, для назначения государственной финансовой комиссии, также даёт рекомендации относительно финансовых полномочий панчаятов и формирования районных комитетов по планированию для подготовки проекта плана развития района.

## Партийная система
После обретения Индией независимости в 1947 году было сформировано более 200 партий. Для политических партий Индии характерны династии лидеров из хорошо известных семей, партийные руководящие роли часто передаются последующим поколениям в одних и тех же семьях. Двумя основными партиями в Индии являются Бхаратия джаната парти, также известная как БДП, ведущая правая националистическая сила в стране, и Индийский национальный конгресс, обычно называемый ИНК или Конгрессом, ведущая левоцентристская сила. Эти две партии последние 30 лет доминируют в национальной политике, причем обе они свободно придерживаются своей политики в зависимости от своего места в лево-правом политическом спектре. В настоящее время существует восемь национальных партий и намного больше региональных партий, многие из которых очень влиятельны в своём штате.
Каждая политическая партия в Индии — будь то национальная или региональная — должна иметь символику и должна быть зарегистрирована в Избирательной комиссии Индии. Символика используются в политической системе Индии для обозначения политических партий, в том числе, в избирательных бюллетенях, чтобы неграмотные люди могли голосовать, узнавая партийные символы.
В действующей поправке к Порядку символов комиссия закрепила следующие пять принципов:
1. Партия, национальная или региональная, должна иметь представительство в законодательном органе.
2. Национальная партия должно быть представлена в Лок Сабха, региональная в законодательном собрании своего штата.
3. Партия может выставлять кандидатов только из числа своих членов.
4. Партия, которая теряет представительство в законодательном органе, не лишается символики немедленно, ей разрешается использовать эту символику в течение некоторого времени, чтобы попытаться восстановить свой статус. (Однако предоставление такой возможности партии не будет означать сохранение для неё других возможностей, которые доступны признанным партиям, таких как свободное время на «Дурдаршан» и «Акашвани», бесплатное предоставление копий списков избирателей и так далее.)
5. Партия получает признание только на основании своих собственных результатов на выборах, а не потому, что она является отколовшейся группой какой-либо другой признанной партии.

Критерии
- Политическая партия может быть признана национальной партией, если:[13]

1. она получила не менее 6 % действительных голосов, поданных в любых четырёх или более штатах, на всеобщих выборах в Лок Сабха или в Законодательное собрание штата; кроме того, она получила по крайней мере четыре места в Народной палате от любого штата или штатов

или же
1. она получила не менее 2 % мест в Народной палате (то есть 11 мест в существующей Палате, насчитывающей 543 члена), и эти члены были избрана как минимум в трёх разных штатов.

- Аналогичным образом политическая партия имеет право быть признанной региональной, если:

1. она получила не менее 6 % действительных голосов, поданных в штате на всеобщих выборах либо в Лок Сабха, либо в Законодательное собрание соответствующего штата; кроме того, она получила как минимум два места в Законодательном собрании соответствующего штата

или же
1. она получила не менее 3 % от общего числа мест в Законодательном собрании штата или не менее трёх мест в собрании, в зависимости от того, что больше.

Хотя в 1984 году был принят строгий закон о борьбе с дезертирством, среди политиков сохранялась тенденция выдвигать свои собственные партии вместо того, чтобы присоединяться к ведущим партиям, как Конгресс или БДП. Например, между выборами 1984 и 1989 годов количество партий, участвовавших в выборах, увеличилось с 33 до 113. В последующие десятилетия эта фрагментация продолжалась.

### Альянсы
Индия имеет большую историю как создания партийных союзов, так и их распада. Однако есть два партийных альянса, которые регулярно сходятся друг с другом на национальном уровне в борьбе за право сформировать правительство.
Национальный демократический альянс (НДА) — правая коалиция во главе с партией БДП была сформирована в мае 1998 года для участия во всеобщих выборах. По их итогам НДА сформировало правительство, хотя оно просуществовало недолго, так как тамильская партия АИАДМК вышла из альянса, что привело к досрочным выборам 1999 года, на которых НДА вновь победил и вернул власть. Коалиционное правительство завершило полный пятилетний срок, став первым правительством без участия Конгресса, сделавшим это. На выборах 2014 года НДА пришёл к власти во второй раз, получив рекордные 336 мест из 543 в Лок Сабха. Сама БДП получила 282 места, сделав своего лидера Нарендру Моди главой правительства. В 2019 году НДА завоевал уже 353 места, при этом сама БДП получила абсолютное большинство с 303 местами.
Объединенный прогрессивный альянс (ОПА) — левоцентристская коалиция во главе с Индийским национальным конгрессом; был создан для участия во всеобщих выборах 2004 года, по итогам которых альянс сформировал правительство. В 2009 году альянс, даже потеряв некоторых из своих членов, вновь добился победы. С 2014 года ОПА находится в оппозиции, при этом ИНК является основной оппозиционной партией, но без официального статуса лидера оппозиции, поскольку не смог получить минимально необходимого количества места.

### Отбор кандидатов
В Индии распространены предвыборные союзы, в ходе которых партии решают разделить места между собой. Это наблюдается в основном на уровне штата, а не на национальном уровне. Отбор кандидатов начинается после того, как члены альянса согласовали распределение мест.
Индийские политические партии имеют низкий уровень внутрипартийной демократии, и поэтому на выборах в Индии, как на уровне штата, так и на национальном уровне, кандидаты обычно выбираются партийной элитой. Партийные элиты используют ряд критериев для отбора кандидатов. К ним относятся способность кандидатов финансировать избирательную кампанию, уровень образования и уровень организации сторонников кандидата в его избирательном округе. Нередко последний критерий связан с преступностью, когда преступники, связанные с политиками, угрожают избирателям, требуя проголосовать за конкретного кандидата или не допуская их к голосованию.

## Коррупция
В Индии политическая коррупция наблюдалась десятилетиями. Коррупция в Индии — это результат связи политиков, бюрократов и преступников. После того, как националистическое движение успешно вернуло к власти высшие касты Индии, коррупция в стране стала ещё более заметной. Политическая коррупция в Индии ослабляет демократию и ведёт к подрыву доверия широкой общественности к политической системе. Коррупция тормозит экономическое развитие, порождая значительные перекосы и неэффективность в экономике Индии, способствует разрушению окружающей среды. По состоянию на май 2011 года против примерно 30 % членов Лок Сабха возбуждены уголовные дела, в основном по обвинению в коррупции. Основной причиной политической коррупции считается то что политикам требуются значительные суммы денег на финансирование своих избирательный кампаний, так как в Индии выборы не финансируются государством.
Согласно Индексу восприятия коррупции Transparency International, Индия в 2020 году занимает 86-е место в списке из 180 стран. Такой индекс включает в себя как политическую, так и бюрократическую коррупцию. Международная организация оценила годовой объём индийского коррупционного рынка примерно в $5 млрд США, и этом 75 % из них — это коррупция со стороны политиков.
Согласно данным, представленным в отчёте Швейцарской банковской ассоциации (2006 год), в Индии больше «чёрных денег», чем во всем остальном мире вместе взятых. Активы на индийских счетах в швейцарских банках почти в 13 раз превышают государственный долг страны.

## Непотизм в индийской политике
Основная статья: Политические династии Индии

С 1980-х годов индийская политика стала династической, возможно, из-за неразвитости гражданского общества, способного поддержать независимых политиков, и отсутствия государственного финансирования выборов Это явление наблюдается на всех уровнях индийской политики, от общенационального до районного. Одним из примеров династической политики была семья Неру — Ганди, которая дала Индии трёх премьер-министров. Члены семьи также возглавляли Индийский национальный конгресс большую часть времени с 1978 года, когда Индира Ганди создала собственную фракцию внутри Конгресса. В правящей Бхаратия джаната парти также есть несколько династии лидеров. Политические династии встречаются также в ряде региональных партий, таких как Дравида муннетра кажагам (DMK), Раштрия джаната дал, Самаджвади, Широмани Акали Дал, Шив Сена и некоторых других.